# Carl Carlton (Musiker, 1953)
Carl Carlton (* 21. Mai 1953 in Detroit, Michigan) ist ein US-amerikanischer R&B-, Soul- und Funk-Sänger und Songwriter.

## Leben
Carlton begann seine ersten Aufnahmen Ende der 1960er, als „Little Carl“ Carlton, einem Marketing-Trick, der stimmliche Ähnlichkeiten zu Stevie Wonder nutzte, der in den frühen 1960er Aufnahmen unter dem „Little Stevie“ Wonder machte. 
Nach einigen kleineren lokalen Hits unterschrieb Carlton bei Don Robey und zog nach Houston, Texas, dem Sitz von dessen neuer Plattenfirma Back Beat Records. Carlton hatte erste Erfolge auf dem Label, darunter einem größeren Hit, dem Remake von Robert Knights Everlasting Love, das den 6. Platz in US-Charts Billboard Hot 100 erreichte.
Robey verkaufte 1972 sein Label an ABC Records und Carlton hatte 1976 Lizenzstreitigkeiten mit dem neuen Eigentümer, was zu einer Aufnahmepause führte. Dann unterschrieb er 1977 bei Mercury Records, veröffentlichte aber nur eine Single mit diesem Label. Danach konnte er für einige Jahre keine neuen Plattenvertrag bekommen, bis ihm Leon Haywood zu einem Singlevertrag bei 20th Century Records verhalf. She’s a Bad Mama Jama (She’s Built, She’s Stacked) erreichte einen 2. Platz in den Soul Charts und wurde für den Grammy Award nominiert in der Kategorie Best Male R&B Vocal Performance.
Carlton nächstes Album Carl Carlton enthielt She’s a Bad Mama Jama, welches seither oft für Samples in der Rap-Musik genutzt wird.
Carlton veröffentlichte in den 1980er Jahren weitere Alben und hatte kleinere Erfolge mit R&B-Hits. Das Interesse der Plattenfirmen und der Öffentlichkeit nahm jedoch ab. Nach 1985 veröffentlichte er Private Property, 1994 Main Event, die aber keinen Charterfolge vorweisen konnten.
2002 trat Carlton mit verschiedenen R&B-Stars auf Rhythm, Love and Soul in Erscheinung, die Teil der American Soundtrack Serie von PBS war. Seine Performance von Everlasting Love war Teil eines Live-Albums, das 2004 erschien.

## Diskografie

### Alben
| Jahr | Titel            | Höchstplatzierung, Gesamtwochen, AuszeichnungChartsChartplatzierungen (Jahr, Titel, Platzierungen, Wochen, Auszeichnungen, Anmerkungen) | Anmerkungen |
| Jahr | Titel            | US | Anmerkungen |
| ---- | ---------------- | --- | ----------- |
| 1975 | Everlasting Love | US132 (7 Wo.)US |             |
| 1981 | Carl Carlton     | US34 (19 Wo.)US |             |
| 1982 | The Bad C.c.     | US133 (7 Wo.)US |             |

### Singles
| Jahr | Titel Album                                        | Höchstplatzierung, Gesamtwochen, AuszeichnungChartplatzierungen (Jahr, Titel, Album, Platzierungen, Wochen, Auszeichnungen, Anmerkungen) | Höchstplatzierung, Gesamtwochen, AuszeichnungChartplatzierungen (Jahr, Titel, Album, Platzierungen, Wochen, Auszeichnungen, Anmerkungen) | Anmerkungen |
| Jahr | Titel Album                                        | UK | US | Anmerkungen |
| ---- | -------------------------------------------------- | --- | --- | ----------- |
| 1968 | Competition Ain’t Nothin’                          | — | US75 (8 Wo.)US |             |
| 1970 | Drop By My Place Can’t Stop a Man In Love          | — | US78 (6 Wo.)US |             |
| 1974 | Everlasting Love                                   | — | US6 (15 Wo.)US |             |
| 1975 | Smokin’ Room Everlasting Love                      | — | US91 (4 Wo.)US |             |
| 1981 | She’s A Bad Mama Jama (She’s Built, She’s Stacked) | UK34 (8 Wo.)UK | US22 Gold · (21 Wo.)US |             |